# Hawaianira peleae
Hawaianira peleae is een pissebed uit de familie Janiridae. De wetenschappelijke naam van de soort is voor het eerst geldig gepubliceerd in 1967 door Miller.